# Kostadin Chazoerov
Kostadin Petrov Chazoerov (Bulgaars: Костадин Петров Хазуров) (Gotse Delchev, 5 augustus 1985) is een Bulgaars voetballer die bij voorkeur als aanvaller speelt. Hij verruilde in augustus 2014 Lierse SK voor Maccabi Petach Tikwa.

## Carrière

### Bulgarije
Hij begon zijn profcarrière bij Pirin Blagoëvgrad waar hij in het seizoen 2001/2002 ook debuteerde. Hij speelde hier 2,5 seizoenen en kwam in 41 wedstrijden aan 11 goals. Hij stapte in het seizoen 2003/2004 over naar de Bulgaarse topclub CSKA Sofia. Hij speelde hier 1,5 seizoen en kwam in 28 wedstrijden aan 11 goals. Voor aanvang van het seizoen 2005/2006 werd bekend dat hij overstapte naar Litex Lovetsj. Na een half seizoen bij deze club had hij slechts 8 wedstrijden gespeeld zonder te scoren. Hij werd begin 2006 dan ook voor een half jaar uitgeleend aan Doenav Roese. In 14 wedstrijden kwam hij hier aan 7 goals. In 2007 werd hij opnieuw uitgeleend dit keer aan zijn ex-club Pirin Blagoëvgrad. In 12 wedstrijden kwam hij hier aan 4 goals. Voor aanvang van het seizoen 2007/2008 werd bekend dat hij opnieuw uitgeleend werd, dit keer aan Vidima-Rakovski Sevlievo. In een half seizoen speelde hij 15 wedstrijden en scoorde hij 6 goals waarna hij teruggeroepen werd door Litex Lovetsj. In de rest van het seizoen speelde hij 7 wedstrijden maar scoorde niet. Voor aanvang van het seizoen 2008/2009 werd bekend dat hij definitief overstapt naar Minyor Pernik. Hij speelde hier 2,5 seizoenen en maakte in 45 wedstrijden 5 goals. 

### Hapoel Bnei Sachnin
In de winterstop van het seizoen 2010/2011 vertrok hij voor het eerst in zijn carrière naar het buitenland. Hij ging spelen voor het Israëlische Hapoel Bnei Sachnin. Hij speelde in dat half seizoen 18 wedstrijden en scoorde 4 goals. In het seizoen 2011/2012 deed hij het beter in 36 wedstrijden scoorde hij 14 goals. Hij werd hiermee vierde in de topschutterstand samen met Wiyam Amashe van Maccabi Haifa. 

### Lierse SK
Voor aanvang van het seizoen 2012/2013 werd bekend dat hij naar het Belgische Lierse SK zal gaan. Hij tekende een contract voor 2 jaar en zal gaan spelen met nummer 24. Hij maakte zijn debuut voor de club in de verloren wedstrijd tegen KAA Gent. Zijn eerste goal maakte hij tegen RAEC Mons. Hij kwam dat seizoen uiteindelijk aan 32 wedstrijden en 9 goals.

## Statistieken
| Seizoen | Club                       | Competitie                    | Wedst | Goals |
| ------- | -------------------------- | ----------------------------- | ----- | ----- |
| 2001/02 | Pirin Blagoëvgrad          | Professional A Football Group | 11    | 1     |
| 2002/03 | Pirin Blagoëvgrad          | Professional A Football Group | 21    | 10    |
| 2003/04 | Pirin Blagoëvgrad          | Professional A Football Group | 9     | 0     |
| 2003/04 | CSKA Sofia                 | Professional A Football Group | 6     | 5     |
| 2004/05 | CSKA Sofia                 | Professional A Football Group | 22    | 6     |
| 2005/06 | Litex Lovetsj              | Professional A Football Group | 8     | 0     |
| 2006    | → Doenav Roese             | Professional A Football Group | 14    | 7     |
| 2007    | → Pirin Blagoëvgrad        | Professional A Football Group | 12    | 4     |
| 2007/08 | → Vidima-Rakovski Sevlievo | Professional A Football Group | 15    | 6     |
| 2007/08 | Litex Lovetsj              | Professional A Football Group | 7     | 0     |
| 2008/09 | Minyor Pernik              | Professional A Football Group | 15    | 2     |
| 2009/10 | Minyor Pernik              | Professional A Football Group | 17    | 0     |
| 2010/11 | Minyor Pernik              | Professional A Football Group | 13    | 3     |
| 2010/11 | Hapoel Bnei Sachnin        | Ligat Ha'Al                   | 18    | 4     |
| 2011/12 | Hapoel Bnei Sachnin        | Ligat Ha'Al                   | 36    | 14    |
| 2012/13 | K Lierse SK                | Jupiler Pro League            | 33    | 9     |
| 2013/14 | K Lierse SK                | Jupiler Pro League            | 11    | 2     |
| 2014/15 | Maccabi Petah Tikva FC     | Ligat Ha'Al                   | 13    | 1     |
| 2015/16 | CSKA Sofia                 | Professional A Football Group | 0     | 0     |
| 2016/17 | Naftex Boergas             | Professional A Football Group | 22    | 3     |
| 2017/18 | USD Nerostellati 1910      | Serie D                       | 8     | 0     |
| Totaal  | Totaal                     | Totaal                        | 310   | 77    |

## Internationaal
Van 2004 tot 2006 speelde hij voor Bulgarije U21. In 2004 speelde hij ook 1 wedstrijd voor het Bulgaars voetbalelftal.

## Trivia
Zijn broer, Borislav Chazoerov, is ook profvoetballer, hij speelt als aanvaller voor het Bulgaarse PFC Pirin Gotse Delchev.